# Bertel Thorvaldsen
Bertel Thorvaldsen (19. listopadu 1770 Kodaň, Dánsko – 24. března 1844 Kodaň, Dánsko) byl dánský sochař.

## Život
Přesný letopočet jeho narození není znám, narodil se buď v roce 1768 nebo roce 1770, ale historikové se dnes kloní spíše k datu 1770. Narodil se jako syn řezbáře. První sochařské instrukce mu tedy dal jeho otec. Ve věku jedenácti let začal Thorvaldsen studovat na Dánské královské akademii, kde studoval u Nicolai Abrahama Abildgaarda. Už za studentských let měl výrazné úspěchy v modelování a několikrát obdržel stříbrnou medaili, zejména za reliéf Ležící Amor. V roce 1793 vyhrál medaili zlatou. Proto obdržel Římskou cenu, ale ještě několik let zůstal v Kodani. Teprve roce 1797 odjel do Říma, a zrušil zájezd do Neapole a na Maltu. V Římě studoval starověké sochařství a přátelil se s Amusem Jacobem Carstensem, jehož plastická monumentalita postav, které kreslil, byla Thorvaldsenovi nepochybně blízká. Jeho závěrečná práce se jmenovala Bacchus a Ariadné. Vymohl si však na Dánské královské akademii, aby mohl v Římě pobýt ještě dva roky. Bohužel tyto roky nebyly nijak šťastné, protože jej pronásledovala chudoba. Avšak přece jen se roce 1803 do Kodaně vrací. Přijdou první úspěchy:v květnu 1805 je jmenován čestným členem Kodaňské královské akademie, z Francie dostává zakázky od takových mužů své doby,jako byl Napoleon Bonaparte. Vytvořil také nádherný reliéf Triumf Alexandra Velikého. V roce 1815 měl další krizi ale i z té se nakonec dostal a v této době vytvořil některé ze svých nejlepších děl. V roce 1818 se stal čestným profesorem Kodaňské královské akademie, a v roce 1820 cestoval do Německa, Polska, Rakouska a Itálie. Právě v Polsku vytvořil pomník Mikuláše Koperníka,který byl umístěn na náměstí ve Varšavě. Roku 1838 se vrátil zpět do Kodaně, zde tvořil např. busty Ludwiga Holberga, Adama Heinricha Oehlenschlagera a členů královské rodiny. Sochy zde byly přijaty s nadšením. Ale v roce 1841 se vracel zpět do Říma, aby zde provedl několik zadaných objednávek. V říjnu 1842 se vrátil zpět do Kodaně.
Dne 24. března 1844 se náhle v divadle zhroutil a ještě tentýž den zemřel. Nebyl ženatý, ale zůstala po něm dcera.
V Kodani bylo zřízeno Thorvaldsenovo museum. To je postaveno v téměř čistě antickém stylu. Slavnostně bylo otevřeno v roce 1846.

## Žáci
Mezi jeho žáky patřili:
- Hermann Wilhelm Bissen
- Hermann Ernst Freund
- Emil Wolff
- Ludwig Schwanthaler
- Eduard Schmidt
- Heinrich Max Imhof
- John Gibson
- Pietro Luigi Tenerani

## Zajímavosti
- Thorvaldsenův portrét se v 19. století objevil na více než 20 medailích, převážně z bronzu.
- Jedna z mnoha kopií sochy žehnajícího Krista od Thorvaldsena se nachází v evangelickém chrámu apoštola Pavla v Ústí nad Labem[1].

## Galerie

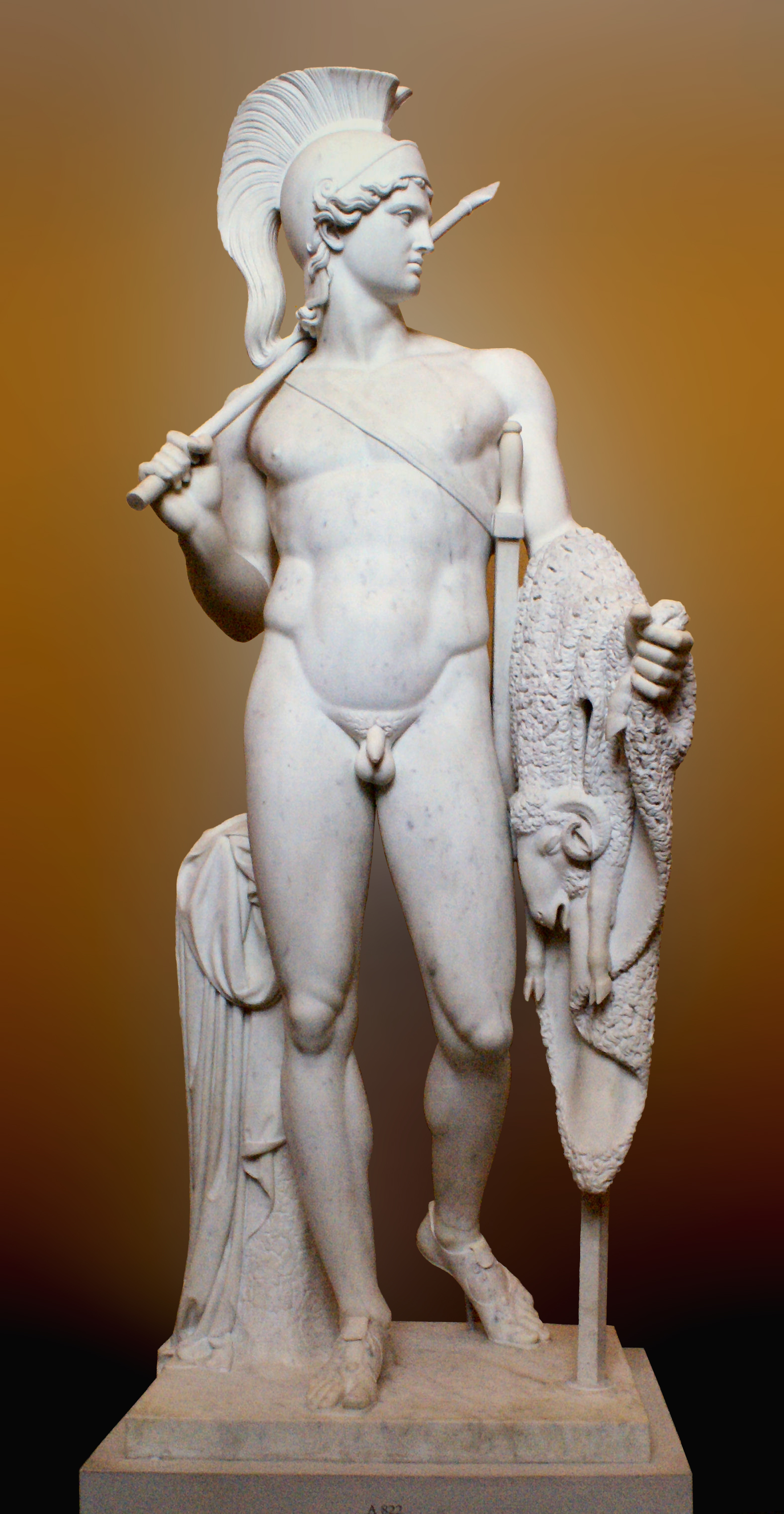
Iáson (1803)
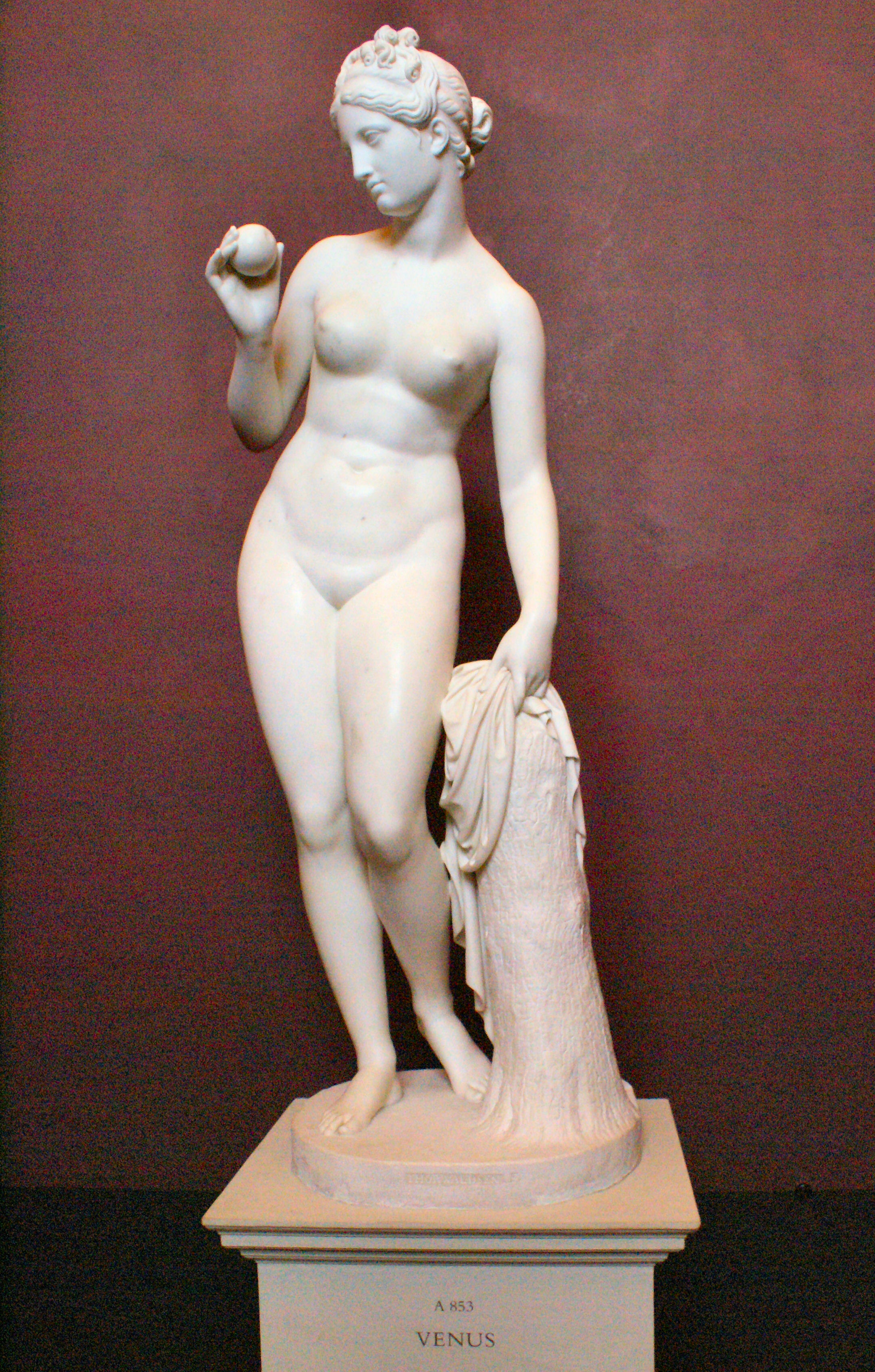
Venuše s jablkem
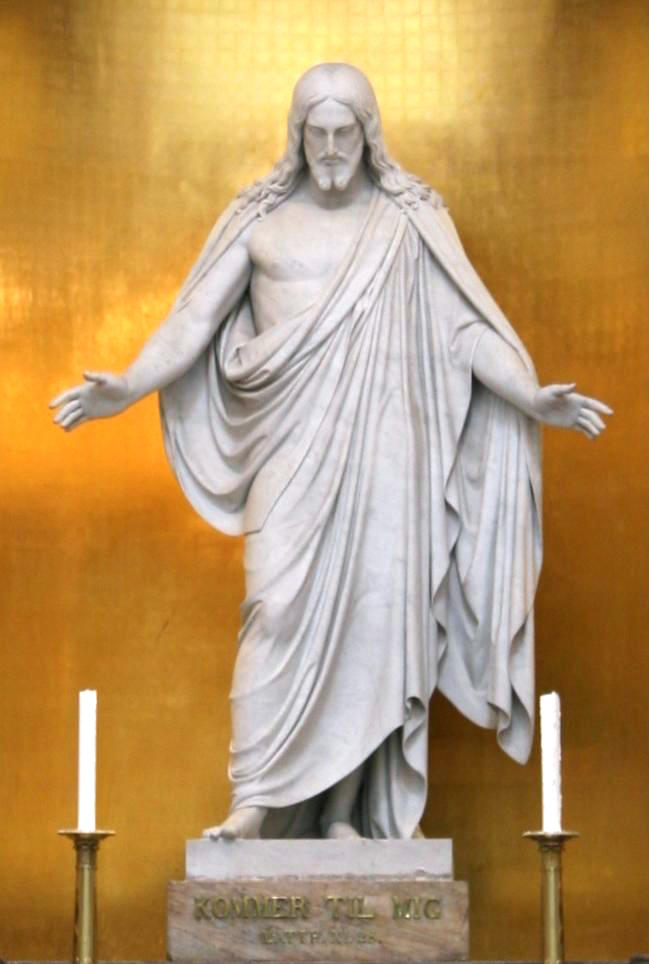
Žehnající Kristus (1839)
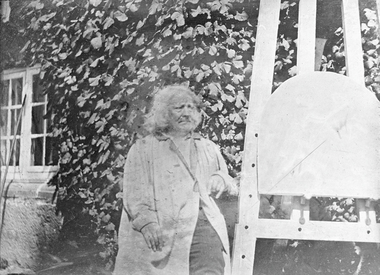
Daguerrotypie Bertela Thorvaldsena (1840), jedna z prvních fotografií pořízených v Dánsku